# برايان دوكينز
برايان دوكينز (بالإنجليزية: Brian Dawkins)‏ هو لاعب كرة قدم أمريكي، ولد في 13 أكتوبر 1973 في جاكسونفيل في الولايات المتحدة. لعب مع دنفر برونكوز.

## وصلات خارجية
- برايان دوكينز على موقع مرجع كرة القدم المحترفة.كوم (الإنجليزية)